# Torneo de las Cuatro Naciones 1894
El Torneo de las Cuatro Naciones de 1894 (Home Nations Championship 1894) fue la 12° edición del principal Torneo del hemisferio norte de rugby.
El campeón del torneo fue Irlanda.

## Clasificación
| Lugar | Selección  | Partidos | Partidos | Partidos  | Partidos | Puntos  | Puntos    | Puntos | Tabla de puntos |
| Lugar | Selección  | Jugados  | Ganados  | Empatados | Perdidos | A favor | En contra | dif.   | Tabla de puntos |
| ----- | ---------- | -------- | -------- | --------- | -------- | ------- | --------- | ------ | --------------- |
| 1     | Irlanda    | 3        | 3        | 0         | 0        | 15      | 5         | +10    | 6               |
| 2     | Inglaterra | 3        | 1        | 0         | 2        | 29      | 16        | +13    | 2               |
| 3     | Escocia    | 3        | 1        | 0         | 2        | 6       | 12        | -6     | 2               |
| 4     | Gales      | 3        | 1        | 0         | 2        | 10      | 27        | -17    | 2               |

## Resultados
| 6 de enero | Inglaterra | 24 - 3 | Gales | Birkenhead, |  |

| 3 de febrero | Inglaterra | 5 - 7 | Irlanda | Londres, |  |

| 3 de febrero | Gales | 7 - 0 | Escocia | Newport, |  |

| 24 de febrero | Irlanda | 5 - 0 | Escocia | Dublín, |  |

| 10 de marzo | Irlanda | 3 - 0 | Gales | Belfast, |  |

| 17 de marzo | Escocia | 6 - 0 | Inglaterra | Edimburgo, |  |

## Premios especiales
- Triple Corona:  Irlanda
- Copa Calcuta:  Escocia